# Coalición por los Valores Tradicionales
La Coalición por los Valores Tradicionales (en inglés estadounidense: Traditional Values Coalition) fue una organización cristiana que afirmaba representar a más de 43.000 iglesias cristianas conservadoras de los Estados Unidos. La coalición estaba ubicada en Washington D. C., el sitio web de la organización decía que la organización defendía los valores tradicionales basados en la Santa Biblia como un código moral y de comportamiento basado en el Antiguo y el Nuevo Testamento. La coalición consideraba que los valores tradicionales incluyen la creencia en que Jesucristo es el Hijo de Dios, y el Señor nos ha dado un manual con unas reglas para vivir: La Santa Biblia, así como un compromiso para vivir, tanto como sea posible, según los preceptos morales enseñados por nuestro Señor Jesucristo y seguir el mandato de Dios, tal y como ha sido revelado en la Santa Biblia. La coalición era conocida principalmente por su oposición a los homosexuales, aunque se había manifestado respecto a la inmigración no blanca. La organización fue fundada por el Reverendo Louis P. Sheldon, quien fue el presidente de la misma hasta su muerte. La hija del reverendo, la Sra. Andrea Sheldon Lafferty, fue la directora ejecutiva de la coalición. El Reverendo Louis P. Sheldon falleció el día 29 de mayo del año 2020 a la edad de 85 años.